# Evan Mathis
Evan Bradley Mathis (ur. 1 listopada 1981 roku w Birmingham w stanie Alabama) – amerykański zawodnik futbolu amerykańskiego, grający na pozycji guarda. W rozgrywkach akademickich NCAA występował w drużynie Alabama.
W roku 2005 przystąpił do draftu NFL. Został wybrany przez drużynę Carolina Panthers w trzeciej rundzie (79. wybór). Występował również w drużynach Miami Dolphins oraz Cincinnati Bengals. Od sezonu 2011 gra dla klubu Philadelphia Eagles. W drużynie z Pensylwanii występuje do tej pory.